# Squadre di ginnastica ritmica ai Giochi della XXXI Olimpiade
Di seguito l'elenco delle ginnaste convocate per i Giochi della XXXI Olimpiade.

## Formazioni
Ogni squadra è composta da cinque titolari e da una riserva (segnata in corsivo). Dati in aggiornamento.
| Bielorussia        |                  |
| Ginnasta           | Data di nascita  |
| Ksenya Čeldiškina  | 23 maggio 1997   |
| Hanna Dudzjankova  | 7 maggio 1994    |
| Maryja Kadobina    | 4 febbraio 1997  |
| Maryja Kacjak      | 2 marzo 1997     |
| Valeryja Piščėlina | 27 febbraio 1995 |
| Aryna Cycylina     | 9 ottobre 1998   |

| Brasile            |                  |
| Ginnasta           | Data di nascita  |
| Maiara Cândido     |                  |
| Morgana Gmach      | 17 giugno 1994   |
| Jéssica Maier      | 21 agosto 1994   |
| Gabrielle Moraes   | 4 marzo 1997     |
| Francielly Pereira | 10 novembre 1995 |
| Eliane Sampaio     | 11 maggio 1992   |

| Bulgaria            |                   |
| Ginnasta            | Data di nascita   |
| Reneta Kamberova    | 10 settembre 1990 |
| Ljubomira Kazanova  | 23 maggio 1996    |
| Mihaela Maevska     | 4 ottobre 1990    |
| Cvetelina Najdenova | 28 aprile 1994    |
| Hristijana Todorova | 28 novembre 1994  |
| -                   |                   |

| Cina         |                   |
| Ginnasta     | Data di nascita   |
| Bao Yuqing   | 23 settembre 1993 |
| Shu Siyao    | 12 settembre 1992 |
| Yang Ye      | 26 maggio 1994    |
| Zhao Jingnan | 7 marzo 1995      |
| Zhang Ling   | 18 settembre 1992 |
| -            |                   |

| Germania               |                  |
| Ginnasta               | Data di nascita  |
| Natalie Hermann        | 27 agosto 1999   |
| Anastasija Khmelnytska | 31 dicembre 1997 |
| Daniela Potapova       | 17 gennaio 1996  |
| Julia Stavickaja       | 3 dicembre 1997  |
| Sina Tkaltschewitsch   | 5 maggio 1999    |
| Rana Tokmak            | 16 luglio 1996   |

| Giappone         |                   |
| Ginnasta         | Data di nascita   |
| Airi Hatakeyama  | 16 agosto 1994    |
| Mao Kunii        | 5 aprile 1996     |
| Rie Matsubara    | 21 ottobre 1993   |
| Sakura Noshitani | 29 settembre 1997 |
| Sayuri Sugimoto  | 25 gennaio 1996   |
| Kiko Yokota      | 11 maggio 1997    |

| Grecia                 |                   |
| Ginnasta               | Data di nascita   |
| Ioanna Anagnostopoulou | 12 giugno 1997    |
| Elenī Doika            | 15 novembre 1995  |
| Zoi Kontogianni        | 19 settembre 1997 |
| Michaela Metallidou    | 23 gennaio 1993   |
| Stavroula Samara       | 8 luglio 1994     |
| -                      |                   |

| Israele            |                  |
| Ginnasta           | Data di nascita  |
| Alona Koshevatskiy | 8 ottobre 1997   |
| Ekaterina Levina   | 1º febbraio 1997 |
| Karina Lykhvar     | 11 dicembre 1998 |
| Ida Mayrin         | 30 ottobre 1997  |
| Yuval Filo         | 3 marzo 1998     |
| -                  |                  |

| Italia             |                  |
| Ginnasta           | Data di nascita  |
| Martina Centofanti | 19 maggio 1998   |
| Sofia Lodi         | 29 gennaio 1998  |
| Alessia Maurelli   | 22 agosto 1996   |
| Marta Pagnini      | 21 gennaio 1991  |
| Camilla Patriarca  | 4 novembre 1994  |
| Andreea Stefanescu | 13 dicembre 1993 |

| Russia               |                 |
| Ginnasta             | Data di nascita |
| Anastasija Bliznjuk  | 28 giugno 1994  |
| Vera Birjukova       | 11 aprile 1998  |
| Diana Borisova       | 21 marzo 1997   |
| Dar'ja Kleščëva      | 22 gennaio 1998 |
| Anastasija Maksimova | 27 giugno 1991  |
| Sof'ja Skomoroch     | 18 agosto 1999  |
| Anastasija Tatareva  | 19 luglio 1997  |
| Marija Tolkačëva     | 8 agosto 1997   |

| Spagna            |                 |
| Ginnasta          | Data di nascita |
| Sandra Aguilar    | 9 agosto 1992   |
| Artemi Gavezou    | 19 giugno 1994  |
| Elena López       | 4 ottobre 1994  |
| Lourdes Mohedano  | 17 giugno 1995  |
| Alejandra Quereda | 22 luglio 1992  |
| Lidia Redondo     | 7 marzo 1992    |

| Stati Uniti       |                   |
| Ginnasta          | Data di nascita   |
| Kiana Eide        | 25 settembre 1998 |
| Alisa Kano        | 7 novembre 1994   |
| Natalie McGiffert | 14 marzo 1997     |
| Jennifer Rokhman  | 27 maggio 1997    |
| Monica Rokhman    | 27 maggio 1997    |
| Kristen Shaldybin | 8 agosto 1997     |

| Ucraina              |                  |
| Ginnasta             | Data di nascita  |
| Olena Dmytraš        | 1º dicembre 1991 |
| Jevhenija Homon      | 25 marzo 1995    |
| Oleksandra Hridasova | 5 luglio 1995    |
| Valerija Hudym       | 1º marzo 1995    |
| Anastasija Voznjak   | 9 dicembre 1998  |
| -                    |                  |

| Uzbekistan        |                  |
| Ginnasta          | Data di nascita  |
| Samira Amirova    | 2 aprile 1998    |
| Valerija Davydova | 15 dicembre 1997 |
| Luiza Ganieva     | 11 novembre 1995 |
| Zarina Kurbonova  | 6 maggio 1995    |
| Marta Rostoburova | 29 marzo 1996    |
| -                 |                  |